# Adam Armour
Adam Armour (Burlington, 2002. szeptember 27. –) amerikai korosztályos válogatott labdarúgó, a Charlotte hátvédje.

## Pályafutása

### Klubcsapatokban
Armour az észak-karolinai Burlington városában született. Az ifjúsági pályafutását a North Carolina akadémiájánál kezdte.
2020-ban mutatkozott be a német 1. FC Nürnberg másodosztályban szereplő felnőtt csapatában, ám a klubnál egy mérkőzésen sem szerepelt. 2021. június 29-én 2½ éves szerződést kötött az újonnan alakult Charlotte együttesével. 2021. július 17-én a szezon hátralévő részére a Charlotte Independence csapatához igazolt kölcsönben. Először a 2022. február 27-ei, DC United ellen 3–0-ra elvesztett mérkőzés 86. percében, Joseph Morat váltva lépett pályára. Első gólját 2022. március 13-án, az Atlanta United ellen idegenben 2–1-es vereséggel zárult találkozón szerezte meg.

### A válogatottban
Armour 2018-ban debütált az amerikai U17-es válogatottban, ahol összesen 19 mérkőzésen szerepelt. Először 2018. április 16-ai, India elleni mérkőzésen lépett pályára.

## Statisztikák
2022. április 21. szerint
| Klub                                | Szezon   | Osztály          | Bajnokság | Bajnokság | Kupa  | Kupa | Nemzetközi | Nemzetközi | Összesen | Összesen |
| Klub                                | Szezon   | Osztály          | Meccs     | Gól       | Meccs | Gól  | Meccs      | Gól        | Meccs    | Gól      |
| ----------------------------------- | -------- | ---------------- | --------- | --------- | ----- | ---- | ---------- | ---------- | -------- | -------- |
| Charlotte Independence (kölcsönben) | 2021     | USL Championship | 20        | 0         | 0     | 0    | —          | —          | 20       | 0        |
| Charlotte                           | 2022     | MLS              | 5         | 1         | 1     | 0    | —          | —          | 6        | 1        |
| Összesen                            | Összesen | Összesen         | 25        | 1         | 1     | 0    | 0          | 0          | 26       | 1        |

## Fordítás
Ez a szócikk részben vagy egészben  az   Adam Armour (soccer) című angol Wikipédia-szócikk fordításán alapul.  Az eredeti cikk szerkesztőit annak laptörténete sorolja fel. Ez a jelzés csupán a megfogalmazás eredetét és a szerzői jogokat jelzi, nem szolgál a cikkben szereplő információk forrásmegjelöléseként.